# Alissa
Vasilica Chiș Ienei, cunoscută mai bine sub numele de scenă Alissa, este o cântăreață română.
În anul 2005, Alissa a filmat un videoclip pentru piesa "Mă lași", compusă de Cristi Faur.
Alissa cântă muzică pop internațională de la 12 ani pe scenele festivalurilor din țară.
În amintirea soacrei sale, actrița Vasilica Tastaman, decedată în 2003, Alissa a înregistrat un cântec liric, în stilul piesei lui Elton John, „Candle in the wind”.
Alissa este soția lui Călin, fiul lui Emeric Ienei din prima căsătorie a acestuia, cea cu Vasilica Tastaman.
Alissa este învățătoare la școala „Nicolae Bălcescu” din Oradea.
În anul 2010, Alissa a participat la Festivalul de la Mamaia.